# تویوتا ۲۰۰۰جی‌تی
تویوتا ۲۰۰۰جی‌تی (Toyota ۲۰۰۰GT) خودرویی است که در سال‌های ۱۹۶۷ تا ۱۹۷۰ ۳۵۱ دستگاه از آن تولید شده‌ است.
این خودرو در کلاس خودرو اسپورت قرار گرفته و طراحی آن خودروهای موتور جلو-محور عقب بوده‌ است. سیستم جعبه‌دندهٔ آن ۳ دنده به دو صورت اتوماتیک و دستی است.